# Maçainhas (Belmonte)
Maçainhas é uma povoação portuguesa sede da Freguesia de Maçainhas do Município de Belmonte, freguesia com 18,21 km² de área e 312 habitantes (censo de 2021), tendo, por isso, uma densidade populacional de 17,1 hab./km².
A localidade é servida pelo Apeadeiro de Maçainhas, distante 1,2 km do centro da povoação, inserida no troço Covilhã-Guarda da Linha da Beira Baixa.

## Demografia
A população registada nos censos foi:
| Distribuição da População por Grupos Etários | Distribuição da População por Grupos Etários | Distribuição da População por Grupos Etários | Distribuição da População por Grupos Etários | Distribuição da População por Grupos Etários |
| -------------------------------------------- | -------------------------------------------- | -------------------------------------------- | -------------------------------------------- | -------------------------------------------- |
| Ano                                          | 0-14 Anos                                    | 15-24 Anos                                   | 25-64 Anos                                   | > 65 Anos                                    |
| 2001                                         | 35                                           | 24                                           | 178                                          | 148                                          |
| 2011                                         | 46                                           | 25                                           | 147                                          | 138                                          |
| 2021                                         | 26                                           | 24                                           | 136                                          | 126                                          |

## Localidades
Além da sede, a Freguesia de Maçainhas engloba ainda os seguintes lugares:
- Quinta Cimeira
- Quinta do Monte